# Port Moody
Port Moody – miasto w Kanadzie, w prowincji Kolumbia Brytyjska, w dystrykcie regionalnym Greater Vancouver. Położone jest ulokowane nad wschodnim krańcem zatoki Burrard, w aglomeracji miasta Vancouver.
Liczba mieszkańców Port Moody wynosi 27 512. Język angielski jest językiem ojczystym dla 72,3%, francuski dla 1,0% mieszkańców (2006).